# Green Mountain
Green Mountain (někdy pouze The Peak, 859 m n. m.) je neaktivní stratovulkán na ostrově Ascension (součást britského zámořského území Svatá Helena, Ascension a Tristan da Cunha) v jižní části Atlantského oceánu. Jedná se o nejvyšší bod ostrova.